# Potamogeton cristatus
Potamogeton cristatus là một loài thực vật có hoa trong họ Potamogetonaceae. Loài này được Regel & Maack miêu tả khoa học đầu tiên năm 1861.